# مأساة ديمتريو
مأساة ديمتريو هي رواية من تأليف الكاتب السوري حنا مينه صدرت عن دار الآداب للنشر والتوزيع عام 1985.

## موضوع الرواية
يغلب على رواية مأساة ديمتريو الطابع الفلسفي النفسي حيث تتطرق الرواية من خلال شخصية ديمتريو إلى الصراع الأزلي بين العقل والروح، كما تتطرق من خلال الشخصيات الأخرى إلى الصراع الطبقي ومحاولة الأفكار الماركسية التصدي للقيم النفعية والرأسمالية.

## شخصيات الرواية
- ديمتريو: عازف كمان يوناني ارتحل إلى سوريا.
- فهيم المتبحر: رجل ماركسي مثقف مشبع بالأفكار الفلسفية المثالية.
- واصل الدلجي: تاجر جشع مغرق في المادية والأفكار النفعية.
- راجعة: ابنة فهيم وزوجة واصل.

## مقتطفات من الرواية
- «انا سعيد يا ديمتريو لأن شجرتي ستنقطع وهي خضراء، كذلك اردتها وكذلك كانت وأتمنى لشجرتك أن تكون مثلها، كما اتمنى لك من بعدي طول البقاء ولكن أتمنى لك بقاءًا أخضرًا ،يزهر حتى النهاية، فهل تعزف قليلا كرمى لخاطري؟!»
- «عبر المراة، حدق ديمتريو بديمتريو، تحديقة خصمين متباغضين ومتلازمين. حسناً، قال احدهما للاخر، اتفقنا انه لا يمكن . يجب ان نجزم هذه الليلة والي الابد بانه لا يمكن. لقد اقتنع كلانا باستحالة ذلك، ومن الغد تتحول هذه القناعة الي سلوك، كالذي كان، قبل ان تكون هي ، قبل ان يكون اللقاء.»
- «ما أصعب الحب يا ديميتريو! ما أفظع أن يبدأ اليأس في الساعة التي يتبفسج فيها الأمل!»
- «ليس في الحياة، يا ديميتريو، ما هو غير "ممكن"، فأقلع عن خوفك غير المبرر.. غامر. غامر.. الحياة مغامرة.»

## أنظر أيضًا
- قائمة مؤلفات حنا مينه

## وصلات خارجية
- صفحة رواية مأساة ديمتريو على موقع جود ريدز